# Lobsang Rampa
Tuesday Lobsang Rampa vel Cyril Henry Hoskin (ur. 8 kwietnia 1910, zm. 25 stycznia 1981) – brytyjski pisarz będący jedną z ważniejszych postaci ruchu New Age. Autor wielu książek parapsychologicznych (m.in. bestsellera Trzecie oko), w których opisuje swoje życie, podróże po świecie, praktyki metafizyczne, kulturę Tybetu itd. 
Twierdził, że jest tybetańskim lamą, Lobsangiem Rampą, którego duch przeszedł (transmigrował) do ciała Anglika, Cyrila Hoskina (według autora, jego metamorfoza miała miejsce w chwili, kiedy ten rzucił się z drzewa w swoim ogrodzie, aby dostarczyć – niezbędnego do przemiany – szoku). Niecodzienne imię „Tuesday”, jak stwierdza autor w Trzecim oku, zostało mu nadane wedle tybetańskiego zwyczaju nazywania dzieci dniami tygodnia, w których się narodziły.
Pomimo twierdzeń autora, dość powszechny jest pogląd, iż jego książki nie mają nic wspólnego z buddyzmem tybetańskim. Agehananda Bharati w ten sposób ocenił Trzecie oko:

Każda strona ujawnia całkowita ignorancję autora w kwestiach buddyzmu jako systemu religijnego i praktyki, w Tybecie i gdzie indziej. Książka jednak w przenikliwy sposób ujawnia to, co miliony osób chcą usłyszeć. Mnisi i neofici latający na ogromnych latawcach, złote malunki w ukrytych celach ukazujące poprzednie inkarnacje oglądających je osób, tajemnicze operacje czaszki otwierające trzecie oko mądrości, opowieści o niebezpieczeństwach mistycznego treningu i inicjacji – w zachodnim świecie, tak bardzo szukającym tajemnic...

Rampa napisał 20 (lub 19 - wykluczając My Visit to Venus) książek:
- Trzecie Oko – The Third Eye (1956)
- My Visit to Venus (1957) (książka napisana przez Graya Barker'a na podstawie rękopisów Lobsanga Rampy, lecz wydana bez jego zgody) – nie wydana w Polsce
- Doktor z Lhasy – Doctor from Lhasa (1959)
- Historia Rampy – The Rampa Story (1960)
- Jaskinia starożytnych – Cave of the Ancients (1963)
- Życie z Lamą – Living with the Lama (1964)
- Ty – na zawsze – You Forever (1965)
- Mądrość starożytnych – Wisdom of the Ancients (1965)
- Szafranowa szata – The Saffron Robe (1966)
- Rozdziały życia – Chapters of Life (1967)
- Poza 1/10 – Beyond The Tenth (1969)
- Podsycanie płomienia – Feeding the Flame (1971)
- Eremita – The Hermit (1971)
- Trzynasta świeca – The Thirteenth Candle (1972)
- Światło świecy – Candlelight (1973)
- Twilight (1975) – nie wydana w Polsce
- As It Was! (1976) – nie wydana w Polsce
- I Believe (1976) – nie wydana w Polsce
- Three Lives (1977) – nie wydana w Polsce
- Tibetan Sage (1980) – nie wydana w Polsce